# Miltiadis Tentoglou
Miltiadis Tentoglou (Nieuwgrieks: Μιλτιάδης (roepnaam Μίλτος) Τεντόγλου) (18 maart 1998) is een Grieks atleet, die gespecialiseerd is in het verspringen. Hij vertegenwoordigde zijn land bij een aantal grote internationale wedstrijden. Hij nam driemaal deel aan de Olympische Spelen en won bij de tweede gelegenheid een gouden medaille. In 2024 prolongeerde hij zijn olympische titel.

## Biografie

### Eerste successen als junior
Tentoglou nam op zijn zeventiende voor het eerst deel aan een internationaal kampioenschap, de wereldkampioenschappen voor atleten tot achttien jaar in het Colombiaanse Cali. Hij werd er vijfde met een sprong van 7,66 m. Een jaar later verbeterde hij die prestatie in de oudste junioren-categorie al aanzienlijk door bij de wereldkampioenschappen U20 te Bydgoszcz in Polen met een verste sprong van 7,91 het zilver voor zich op te eisen. Slechts de Cubaan Maykel Massó was met een sprong van 8,00 nog wat te sterk voor hem. Overigens had de Griek zich toen al ruimschoots gekwalificeerd voor de Olympische Spelen van 2016, door op 28 mei in Kalamáta een sprong van 8,19 voor zich te laten optekenen. In Rio de Janeiro, waar de Spelen plaatsvonden, wist hij zijn eerdere goede vorm niet vast te houden, want daar kwam hij met een beste sprong van 7,64 niet voorbij de kwalificatieronde. 
In 2017, zijn laatste jaar bij de junioren, veroverde Tentoglou zijn eerste nationale titel bij de senioren; hij deed dit door met een sprong van 8,30 gelijk maar een Grieks juniorenrecord te vestigen. Dat jaar veroverde hij ook zijn eerste internationale titel door bij de Europese U20 kampioenschappen in Grosseto met 8,07 het goud voor zich op te eisen. Die acht meter sprongen leek Tentoglou nu wel behoorlijk onder de knie te hebben gekregen, dus was het des te opvallender dat hij op de wereldkampioenschappen in Londen, net als een jaar eerder in Rio de Janeiro, er opnieuw niet in slaagde om zich voor de finale te kwalificeren. Met een voor zijn doen matige afstand van 7,79 strandde hij alweer in de kwalificatie. Was het de grootsheid van zo’n seniorentoernooi in een stadion met tienduizenden toeschouwers die hem uit zijn doen bracht?

### Europese titels
Als dat al zo was, leek Tentoglou daar in 2018, zijn eerste seniorenjaar, in elk geval overheen. Want na eerst zijn tweede nationale titel te hebben veroverd met een sprong van 8,24, was vervolgens één centimeter meer voldoende om op de Europese kampioenschappen in Berlijn zijn eerste grote sportieve succes te boeken: met 8,25 veroverde hij de gouden medaille. Zijn meest directe tegenstanders, de Duitser Fabian Heinle (zilver) en de Oekraïner Serhij Nykyforov (brons) bleven beiden steken op 8,13.
Tentoglou had nu de smaak te pakken. Aan het begin van 2019 werd hij eerst Grieks indoorkampioen, om vervolgens op de Europese indoorkampioenschappen in Glasgow het volgende EK-goud te veroveren.  Zijn winnende sprong , 8,38, was verreweg zijn beste indoorsprong ooit. Toen vervolgens het baanseizoen op gang kwam, was de Griek op de EK U23 in het Zweedse Gävle ook daar de sterkste. Met 8,32 - dat was outdoor zijn verste sprong ooit - was opnieuw het goud voor hem. Groot was daarna het contrast op de WK in Doha, want ook op dit belangrijke seniorentoernooi kwam hij weer niet uit de verf. Weliswaar kwalificeerde hij zich met een beste sprong van 8,00 nu wel voor de finale, maar daarin bleef hij ver achter op deze prestatie en eindigde hij met een voor zijn doen schamele 7,79 als tiende.

### Olympisch kampioen
In 2020 viel er weinig eer te behalen vanwege de wereldwijde coronapandemie, waardoor er vrijwel geen wedstrijdactiviteit mogelijk was. Een nationale indoortitel met een sprong van 8,26 is van dat jaar het enige vermeldenswaardige feit. In 2021 kwamen de wedstrijdactiviteiten echter weer op gang en Tentoglou liet direct van zich horen door na zijn derde Griekse indoortitel op rij in het Poolse Toruń er ook maar gelijk een tweede Europese indoortitel op te laten volgen met een sprong van 8,35, op dat moment een beste wereldjaarprestatie. Daarna kwam hij eind mei in eigen land tot een sprong van 8,60, waarmee hij zich op de wereldranglijst aller tijden op de zestiende p[laats nestelde. Hiermee plaatste hij zich uiteraard in een favorietenrol voor de Olympische Spelen van 2020 in Tokio, die vanwege de coronapandemie een jaar waren uitgesteld en in 2021 plaats vonden. Dit keer kon hij omgaan met die druk, want in de Japanse hoofdstad werd hij met een afstand van 8,41 kampioen. Nipt was die overwinning overigens wel, want in de finale ging de Cubaan Juan Miguel Echevarría aanvankelijk met 8,41 aan de leiding, totdat Tentoglou die afstand bij zijn zesde en laatste poging evenaarde. De op-een-na beste sprong van de Griek was echter beter dan die van de Cubaan en dat gaf de doorslag.

### WK goud en zilver en tweemaal EK goud
In 2022 nam Tentoglou om te beginnen deel aan de wereldindoorkampioenschappen in Belgrado, kort nadat hij eerst in eigen land zijn vierde nationale indoortitel had veroverd. In Belgrado liet hij er geen enkele twijfel over bestaan voor wie het goud bestemd was, want reeds bij zijn tweede poging bereikte hij de afstand van 8,55 en daar kwam in de vier rondes die volgden niemand meer bij in de buurt, ook al sprongen naast Tentoglou de nummers twee tot en met vijf eveneens voorbij de acht meter. Aldus kroonde de Griek zichzelf op zijn 24ste verjaardag tot wereldindoorkampioen.
Er volgden dat jaar nog twee andere grote toernooien, waarvan als eerste de WK in Eugene. Had Tentoglou tot nog toe op de WK-edities in voorgaande jaren weinig indruk weten te maken, ditmaal ging hij in de finale lang aan de leiding, met bij zijn vijfde poging 8,32 als beste sprong. In de laatste ronde haalde de Chinees Wang Jianan, die tot dan op de zesde plaats had gebivakkeerd, echter alles uit de kast en produceerde een sprong van 8,36. Die kaapte op deze wijze het goud voor de neus van de Griek weg, die nochtans met zijn zilveren medaille zijn beste WK-resultaat ooit scoorde. Op de EK in München had Tentoglou echter van niemand iets te duchten en met een beste sprong van 8,52, een toernooirecord, prolongeerde hij zijn twee jaar eerder veroverde Europese titel. 
In 2023 behaalde Tentoglou ook bij de EK indoor in Istanboel met 8,30 de overwinning, zijn derde EK-indoortitel op rij. 

## Titels
- Olympisch kampioen verspringen - 2020, 2024
- Wereldkampioen verspringen - 2023
- Wereldindoorkampioen verspringen - 2022, 2024
- Europees kampioen verspringen - 2018, 2022, 2024
- Europees indoorkampioen verspringen - 2019, 2021, 2023
- Grieks kampioen verspringen - 2017, 2018, 2019, 2021, 2022, 2023
- Grieks indoorkampioen verspringen - 2019, 2020, 2021, 2022, 2023, 2024
- Europees kampioen U23 verspringen - 2019
- Europees kampioen U20 - 2017

## Persoonlijke records
Outdoor
| Onderdeel          | Prestatie          | Datum         | Plaats   |
| ------------------ | ------------------ | ------------- | -------- |
| verspringen        | 8,65 m (-0,3 m/s)  | 8 juni 2024   | Rome     |
| hink-stap-springen | 15,61 m (+1,2 m/s) | 23 april 2016 | Kastoria |

Indoor
| Onderdeel   | Prestatie   | Datum         | Plaats   |
| ----------- | ----------- | ------------- | -------- |
| verspringen | 8,55 m (NR) | 18 maart 2022 | Belgrado |

## Palmares

### verspringen
- 2015: 5e WK U18 te Cali - 7,66 m
- 2016:  WK U20 te Bydgoszcz - 7,91 m
- 2016: 14e in kwal. OS - 7,64 m
- 2017:  Griekse kamp. - 8,30 m
- 2017:  EK U20 te Grosseto - 8,07 m
- 2017: 9e in kwal. WK - 7,79 m
- 2018:  Griekse kamp. - 8,24 m
- 2018:  EK - 8,25 m
- 2018:  Wereldbeker te Ostrava - 8,00 m
- 2019:  Griekse indoorkamp. - 8,19 m
- 2019:  EK indoor - 8,38 m
- 2019:  EK U23 te Gävle - 8,32 m
- 2019:  Griekse kamp. - 8,22 m
- 2019: 10e WK - 7,79 m (in kwal. 8,00 m)
- 2020:  Griekse indoorkamp. - 8,26 m
- 2021:  Griekse indoorkamp. - 8,00 m
- 2021:  EK indoor - 8,35 m
- 2021:  Griekse kamp. - 8,48 m
- 2021:  OS - 8,41 m
- 2022:  Griekse indoorkamp. - 8,20 m
- 2022:  WK indoor - 8,55 m
- 2022:  Griekse kamp. - 8,32 m
- 2022:  WK - 8,32 m
- 2022:  EK - 8,52 m
- 2023:  Griekse indoorkamp. - 8,20 m
- 2023:  EK indoor - 8,30 m
- 2023:  WK - 8,52 m
- 2024:  WK indoor - 8,22 m
- 2024:  EK - 8,65 m
- 2024:  OS - 8,48 m

Diamond League podiumplaatsen
- 2021:  Herculis - 8,24 m
- 2022:  Meeting International Mohammed VI d'Athlétisme de Rabat - 8,27 m
- 2022:  Bislett Games - 8,10 m
- 2022:  Stockholm Bauhaus Athletics - 8,31 m
- 2022:  Kamila Skolimowska Memorial - 8,13 m
- 2022:  Meeting de Paris - 8,13 m
- 2022:  Weltklasse Zürich - 8,42 m
- 2022:   Diamond League - 31 p

1896: Ellery Clark ·
1900: Alvin Kraenzlein ·
1904: Meyer Prinstein ·
1908: Frank Irons ·
1912: Albert Gutterson ·
1920: William Petersson ·
1924: William DeHart Hubbard ·
1928: Ed Hamm ·
1932: Ed Gordon ·
1936: Jesse Owens ·
1948: Willie Steele ·
1952: Jerome Biffle ·
1956: Greg Bell ·
1960: Ralph Boston ·
1964: Lynn Davies ·
1968: Bob Beamon ·
1972: Randy Williams ·
1976: Arnie Robinson ·
1980: Lutz Dombrowski ·
1984: Carl Lewis ·
1988: Carl Lewis ·
1992: Carl Lewis ·
1996: Carl Lewis ·
2000: Iván Pedroso ·
2004: Dwight Phillips ·
2008: Irving Saladino ·
2012: Greg Rutherford ·
2016: Jeff Henderson ·
2020: Miltiadis Tentoglou ·
2024: Miltiadis Tentoglou
1983 Carl Lewis ·
1987 Carl Lewis ·
1991 Mike Powell ·
1993 Mike Powell ·
1995 Iván Pedroso ·
1997 Iván Pedroso ·
1999 Iván Pedroso ·
2001 Iván Pedroso ·
2003 Dwight Phillips ·
2005 Dwight Phillips ·
2007 Irving Saladino ·
2009 Dwight Phillips ·
2011 Dwight Phillips ·
2013 Aleksandr Menkov ·
2015 Greg Rutherford ·
2017: Luvo Manyonga ·
2019: Tajay Gayle ·
2022: Wang Jianan ·
2023: Miltiadis Tentoglou